# أرت تشابمان
أرت تشابمان (بالإنجليزية: Art Chapman)‏ (و. 1912 – 1986 م) هو لاعب كرة سلة  كندي، ولد في فكتوريا، كولومبيا البريطانية، شارك في الألعاب الأولمبية الصيفية 1936، توفي في نانيامو إي، كولومبيا البريطانية، عن عمر يناهز 74 عاماً.